# Ludwik Rutkowski
Ludwik Rutkowski (ur. 26 marca 1904 w Bierzgłowie, zm. 22 października 1981 w Toruniu) – wieloletni organista w bazylice św. św. Janów w Toruniu oraz dyrygent toruńskich chórów kościelnych i świeckich.

## Biogram
Syn Piotra i Marianny z Nalaskowskich. Żonaty z Gertrudą z domu Klaman, z którą miał dwie córki: Marię (ur. 1940) i Eugenię (ur. 1947). Jest pochowany na cmentarzu św. Jerzego w Toruniu.
Ukończył niemiecką szkołę elementarną. Uczęszczał do Konserwatorium Muzycznego Pomorskiego Towarzystwa Muzycznego. Naukę kontynuował w Diecezjalnej Szkole Organistowskiej w Pelplinie. W 1927 r. uzyskał w Pelplinie świadectwo dojrzałości oraz tytuł dyplomowanego organisty.

### Praca zawodowa i działalność artystyczna
W 1929 r. został organistą w bazylice katedralnej św. św. Janów w Toruniu. Jednocześnie został dyrygentem działającego przy niej chóru Towarzystwa świętej Cecylii. Funkcję tę pełnił przez 50 lat, do 1979 r. Zapewniał też oprawę muzyczną liturgii w kaplicy Domu Prowincjalnego Sióstr Elżbietanek przy ul. Żeglarskiej. W 1932 r. został ponadto dyrygentem chóru świeckiego Towarzystwa Śpiewu „Lutnia”. Z dyrygowania „Lutnią” zrezygnował w 1947 r. (zgodnie ze stanowiskiem ówczesnych władz posada organisty kościelnego wykluczała jednoczesne dyrygowanie chórem świeckim).

## Tytuły i odznaczenia
W 1952 r. Kuria Biskupia w Pelplinie nadała mu honorowy tytuł Profesora Muzyki Kościelnej. W 1962 r. za zasługi dla rozwoju śpiewactwa i muzyki kościelnej papież Jan XXIII nadał mu tytuł Szambelana Papieskiego oraz odznaczył Krzyżem Rycerskim Orderu świętego Grzegorza Wielkiego - najwyższym odznaczeniem papieskim przyznawanym osobom świeckim.